# Keion Crossen

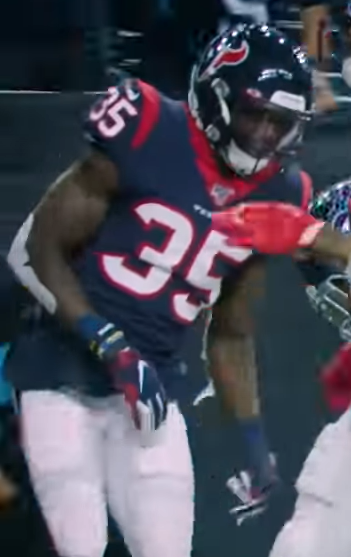
Keion Crossen

Keion Crossen, född 17 april 1996 i Garysburg i North Carolina, är en amerikansk utövare av amerikansk fotboll som spelar för Houston Texans i NFL sedan 2019. Tidigare spelade han för New England Patriots 2018 då laget vann Super Bowl LIII. Crossen spelade collegefotboll under studietiden vid Western Carolina University och han draftades 2018 av New England Patriots i sjunde omgången.